# Junilyn Pikacha
Junilyn Pikacha (geb. Junilyn Galo, 25. Dezember 1952; gest. 10. November 2010) war die erste Ärztin, die auf den Salomonen praktizierte.

## Leben

### Jugend und Ausbildung
Junilyn Galo wurde als älteste von neun Kindern geboren. Ihr Vater war Paul Galo, ein Lehrer an der Ruruvai Primary School auf Choiseul, und ihre Mutter Noge. Zwischen 1954 und 1957 zog ihre Familie nach Papua-Neuguinea, weil ihr Vater dort an der Konkavul Seventh-Day Adventist District School auf New Hanover Island eine Stelle angenommen hatte und an der North Bismarck Mission. Junilyn besuchte die Kambubu Secondary School ab 1967; 1971 immatrikulierte sie sich an der Sopas Nursing School im Hochland von Papua-Neuguinea. Aufgrund ihrer Leistungen erhielt sie ein Stipendium und studierte Medizin an der University of Papua New Guinea (1972–1978). Dort traf sie Douglas Pikacha der damals ebenfalls studierte, und die beiden heirateten. 1974 wurde der Sohn Patrick und 1978 die Tochter Nola geboren.

### Karriere
Ihr Mann wurde Registrar am Nonga Hospital in Rabaul und sie nahm dort einen medizinischen Posten an; ein Jahr später zog die Familie nach Kimbe und Biala und 1981 wieder nach Kerema. Douglas spezialisierte sich auf Chirurgie, ein Fach, welches Junilyn bis dahin ausgeübt hatte. Sie arbeitete daraufhin in der Geburtshilfe und in der Gynäkologie.
Die Pikachas kehrten 1981 auf die Salomonen zurück. Von 1982 bis 1984 arbeiteten sie am ’Atoifi Adventist Hospital in Malaita. 1985 zogen sie nach Honiara, wo sie am Central Hospital arbeiteten. Zwischen August 1987 und Dezember 1988 waren sie in Honolulu, wo beide Masterabschlüsse in Public Health am East-West Centre der University of Hawaii erwarben. 1988 kehrten sie wieder zurück in die Salomonen und von da an bis 2009 arbeitete Junilyn am Reproductive Health Department des National Referral Hospital. Sie wurde Direktorin für Maternal and Child Health und ihr Mann Direktor der Chirurgie. Ein weiterer Sohn, Douglas, wurde 1992 geboren und Junilyn betrieb eine Zeit lang eine private Frauenklinik. Sie diente auch als Direktorin der Reproductive Health Division der Regierung der Salomonen, veröffentlichte wissenschaftliche Artikel und diente im Vorstand des Regional Training and Operational Research Centre für Reproductive Health and Family Planning im Pazifischen Raum für die Vereinten Nationen.

## Tod
Bei Pikacha wurde 2008 Krebs diagnostiziert. Sie starb 2010.